# 622577 Mioriţa
622577 Mioriţa è un asteroide Apollo. Scoperto nel 2014, presenta un'orbita caratterizzata da un semiasse maggiore pari a 1,286935 UA e da un'eccentricità di 0,449550, inclinata di 25,311060° rispetto all'eclittica.
È dedicato all'omonimo canto tradizionale rumeno.